# 五人制棒球
五人制棒球是一項以棒球為基礎設計的運動。由世界棒壘球總會（WBSC）於2018年發明，並以棒球5（Baseball5，簡稱「B5」）為官方名稱進行管理與推廣。WBSC將其認證為僅次於棒球和壘球的第三大運動。它的特點是只要有一個橡膠球就可以在任何地方打球，不需球棒與手套，所需場地比棒球和壘球還小，且男女可同隊比賽，WBSC規定上場球員需至少兩人同性別。
WBSC於2018年提出這項運動，目的是在全球範圍內發展棒球/壘球運動，這項運動的低成本、快節奏和小場地使其成為棒球/壘球運動更容易進入和更具吸引力的切入點。

## 比賽方式

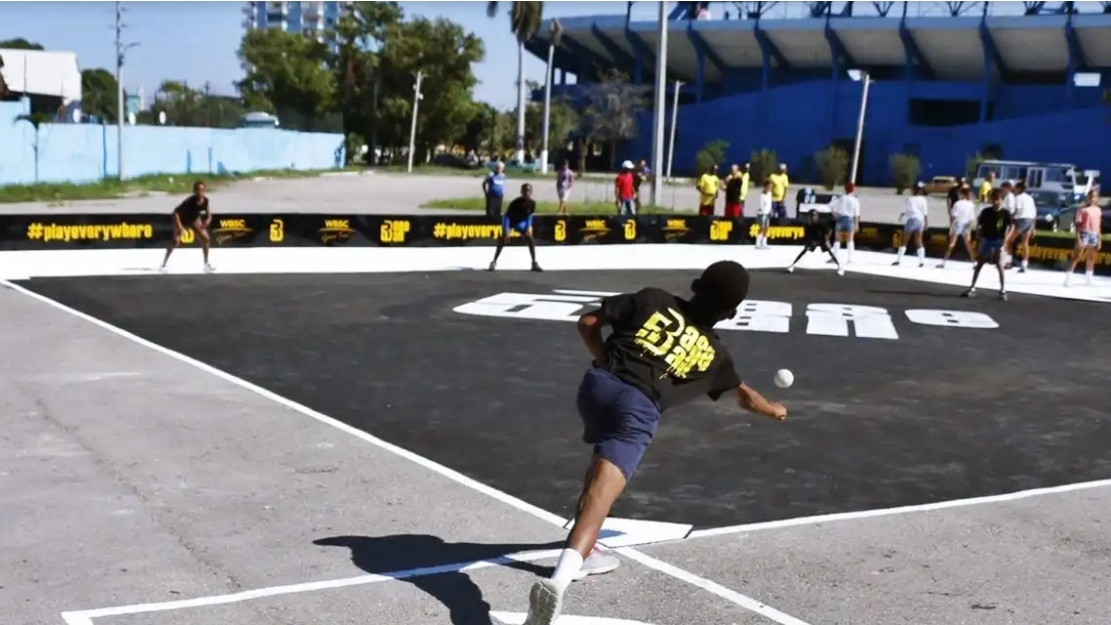
擊球員在打擊區擊球

比賽由兩隊五名球員輪流進行進攻和防守，進攻隊的每名球員站在本壘板後方擊球區輪流徒手將一個橡膠球擊入場內，然後繞著四個呈正方形排列的壘逆時針方向跑動以得分，而防守隊五名球員（一壘手、二壘手、中線手、游擊手、三壘手）則試圖阻止進攻球員完成繞壘以防止他們得分。出局發生在擊球未接觸地面之前被防守球員接住，或者（在特定情況下）防守球員與球要投到跑壘員應該到達的壘，或觸及跑壘員自己。進攻球員也會因非法擊球（球落在禁止擊球區）或在跑壘時違反規則而讓自己出局。
三人出局後，兩隊攻守互換，當兩隊都各進攻一次時，就結束一“局”。比賽進行到五局完成為止，任何平局都可以通過延長賽來打破，比賽通常進行15到20分鐘。與棒球/壘球不同，五人制棒球沒有投手，僅由擊球手（擊球的進攻球員）開始每次比賽。

## 場地

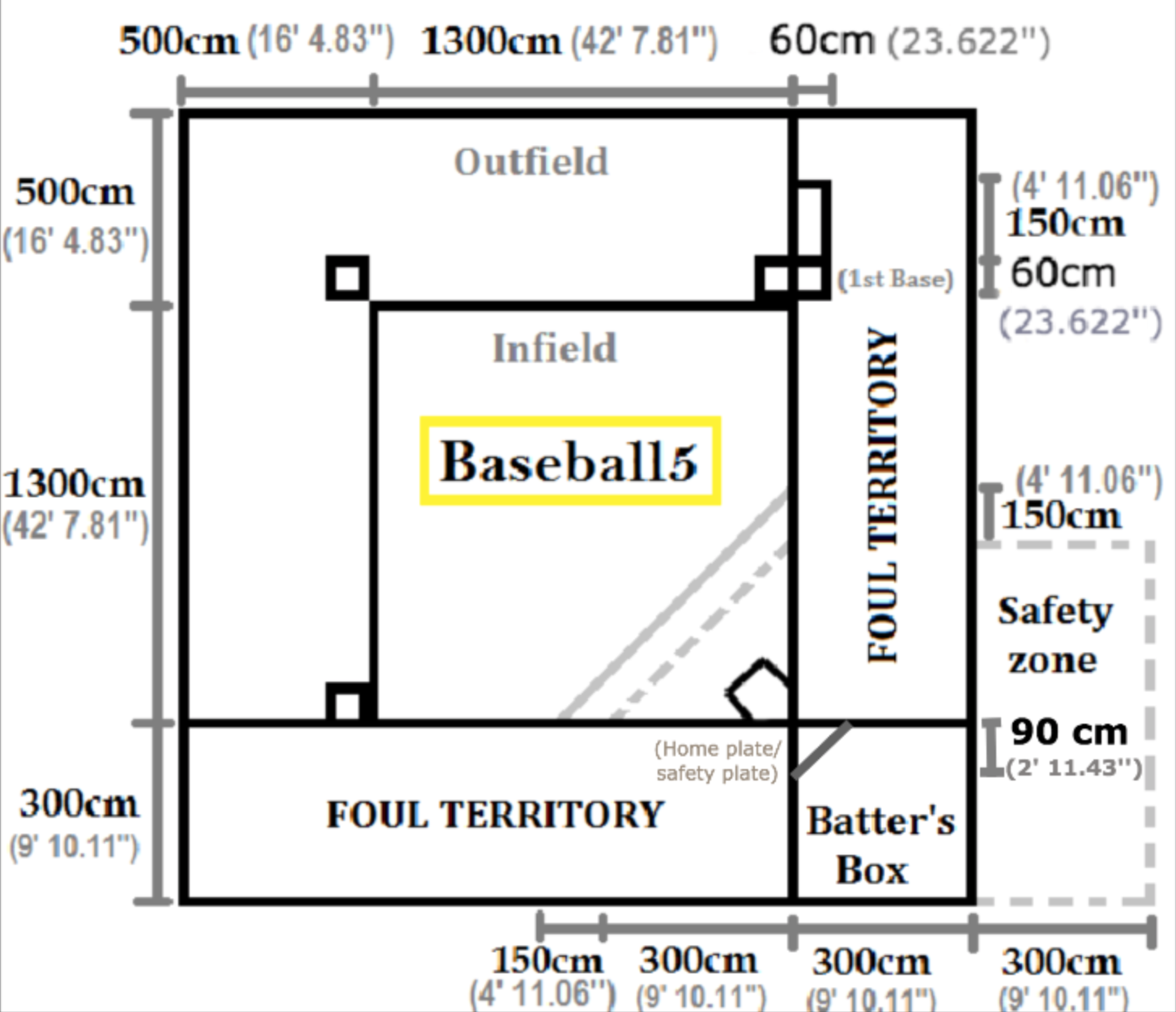
WBSC 2021年版五人制棒球規則手冊的場地圖，包括了打擊區、內野、外野及界外區

與棒球/壘球相比，五人制棒球對場地的需求較小，不需鋪有紅土及草皮、不需投手丘，不設壘包（僅在一至三壘畫上或貼上長寬各50公分的白色區域，本壘為五邊形做為防守壘包標示），包含界外區只需長寬各21（68英尺10.77英寸）的正方型平坦場地，室內或室外均可。
場地各區域尺吋如下：
- 內野（Infield）：長寬各13（42英尺7.81英寸）
- 外野（Outfield）
  - 左、右：長5（16英尺4.85英寸）、寬13（42英尺7.81英寸）
  - 中：長寬各5（16英尺4.85英寸）
- 打擊區（Batter's Box）：長寬各3（9英尺10.11英寸）
- 界外區（Foul territory）：左右各一，長3（9英尺10.11英寸）、寬18（59英尺0.66英寸）
- 禁止擊球區：從本壘起往一壘及三壘4.5（14英尺9.17英寸）處畫一連線，呈倒三角形區域，U-15層級以下為3（9英尺10.11英寸），以虛線標示。
- 跑壘壘包：在一壘壘包旁往外畫長寬各50（1英尺7.69英寸）正方形區域，往外野方向再畫長150（4英尺11.06英寸）、寬50（1英尺7.69英寸）長方形區域做為跑壘緩衝區。

## 外部連結
- 棒球5 （页面存档备份，存于） 世界棒壘球總會
- WBSC棒球五規則（2021年版） （页面存档备份，存于） （繁體中文）
- YouTube上的五人制棒球解說影片（繁體中文）
- 五人制棒球在台灣棒球維基館上的頁面（繁體中文）